# Международная премия имени М. А. Шолохова в области литературы и искусства
Международная премия имени Михаила Шолохова в области литературы и искусства была учреждена в 1993 году журналом «Молодая гвардия», издательством «Советский писатель», Международным сообществом писательских союзов и Писательским акционерным обществом. Присуждалась «за создание значительных художественных произведений, отражающих историю Отечества». В присуждении принимал участие Союз писателей России.
Присуждалась российским и зарубежным писателям, поэтам, государственным и общественным деятелям за лучшие произведения на исторические темы, поэтические сборники и филологические исследования, изданные в России. Присуждались ежегодно три (иногда больше) равноценных премии. Лауреат получал диплом, памятную медаль и денежное вознаграждение (сумма не разглашалась). Вручалась в Москве в последних числах мая (к дню рождения Михаила Шолохова).
Бессменным председателем жюри был — Юрий Бондарев.
Международная премия имени Михаила Шолохова присуждалось до 2010 года.
В 2010 новый губернатор Ростовской области Василий Голубев учредил взамен губернаторскую премию имени Шолохова, вручавшуюся литераторам, проживающим на территории Ростовской области.

## Некоторые лауреаты
- 1993 — Радован Караджич (Сербия), Анатолий Знаменский, Валентин Пикуль;
- 1994 — Анатолий Иванов, Борис Куликов (посмертно), Арсений Ларионов;
- 1995 — Фидель Кастро (Куба), Юрий Бондарев, Сергей Викулов[1];
- 1996 — Геннадий Зюганов, Алим Кешоков, Евгений Носов[1];
- 1997 — Александр Лукашенко (Беларусь); Тимур Пулатов (лишён этого звания в 2001 году); Николай Федь[1];
- 1998 — Александр Проханов, Расул Гамзатов, Анатолий Жуков; Андрей Николаев[1];
- 1999 — Петр Проскурин, Мустай Карим, Сергей Есин; Юрий Круглов[1];
- 2000 — Алексий Второй (Патриарх), Валентин Сорокин, Валентин Сидоров, Сабит Досанов (Казахстан)[1];
- 2001 — Игорь Смирнов (Приднестровье), Борис Олейник (Украина), Владимир Бушин, Владимир Гусев; Виктор Иванов[1];
- 2002 — Слободан Милошевич (Сербия), Валентин Варенников; Ринат Мухамадиев; Михаил Савицкий (Беларусь);
- 2003 — Сергей Михалков, Абдижамил Нурпеисов (Казахстан); Юрий Емельянов; Гелий Коржев;
- 2004 — Каипбергенов Тулепберген (Узбекистан), Бичуков Анатолий; Павел Кривцов; музей М. А. Шолохова в станице Вёшенской Ростовской области;
- 2005 — Станислав Куняев, Никола Радев[болг.] (Болгария), Олег Шестинский, Людмила Щипахина, Владимир Зотов, Николай Селиванов; Елена Диброва; Вячеслав Орлов;
- 2006 — Татьяна Смирнова; Виктор Петелин; Владимир Васильев;
- 2007 — Уго Чавес (Венесуэла), Валерий Хатюшин; Ян Кулих[словац.] (Словакия); Юрий Кугач; Андрей Облог; Александра Стрельченко; Владимир Булатов;
- 2008 — Лев Рябчиков (Украина); Александр Арцибашев; Александр Белов; Светлана Гончарова; Николай Неженец; Николай Тараканов; Виктор Плотников; Михаил Попов; Валерий Сдобняков; Юван Шесталов;
- 2009 — Александр Раков, Юхма Мишши
- 2010 — Борис Тумасов